# Economia Cambodgiei
Economie Cambodgiei cunoaște un ritm de progres rapid în ultimul deceniu. Cu toate că venitul pe cap de locuitor crește rapid, el rămâne a fi scăzut în comparație cu majoritatea țărilor vecine. Începând cu anul 2004 industria de confecții, industria de construcții, agricultura și turismul au dus la creșterea economică a țării. Între 2010 și 2012 PIBul a crescut cu peste 6%. Manufactura de haine întrebuințează în prezent peste 400 de mii de persoane și dintre care 70% merge spre export.
Activitatea principală locală, de depinde care majoritatea gospodăriilor rurale este agricultura.